# Matt (Glarus)
Matt és un municipi del cantó de Glarus (Suïssa).